# 托尼·阿博特
托尼·阿博特，AC（英語：Tony Abbott，1957年11月4日—），全名安东尼·约翰·阿博特（英語：Anthony John Abbott），澳洲當地多譯作艾保德，澳大利亚自由党籍政治家、记者、前澳洲总理。生于英国伦敦，幼年随家人迁居澳大利亚。毕业于悉尼大学法学、经济学专业和英国牛津大学哲学、政治及经济专业，修有学士学位。1994年当选为联邦众议院议员，2009年出任自由党领袖及国会反对党领袖，2013年9月至2015年9月任澳大利亚总理及自由党领袖。卸任总理及党魁后，继续担任议员，直至2019年5月卸任。

## 早年经历
阿博特1957年生于英国伦敦，其母亲在澳洲出生，当时在英国工作，其父亲在英国出生但幼年随家人移居澳洲，后来又回到英国。1960年，举家迁回澳大利亚，定居于悉尼。阿博特中学就读于悉尼的两所耶稣会教会学校，后于悉尼大学获得经济学和法学双学士学位；1982年，荣获羅德獎學金，随即前往牛津大学王后学院主修政治和哲学，获哲学、政治及经济专业（PPE）文学士学位（1989年按照惯例晋升文学硕士学位）；1983年，阿博特进入悉尼曼利（Manly）的“圣帕特里克神学院”，进修成为天主教神职人员；但不久决定转业并离开了神学院。
在学习和在神学院进修期间，阿博特还是一位自由撰稿人；开始时是在悉尼大学校刊上发表文章，后来是于《基督教周刊》，再往后即是全国发行的报刊，最终成为《澳洲人报》的记者。尽管他有着右翼的政治理念，阿博特承认自己曾在1988年新南威尔士州的选举中，投票支持工党。他认为当时的州长是一位难得的人才，但他强调自己在联邦的选举中从来没投工党。
阿博特本人也是新南威尔士州农村消防局志願消防員，和海岸救生俱乐部成员。

## 政治生涯
阿博特因经常在报刊上撰文，措辞强硬的抨击工会和左翼政治团体而出名；后来成为时任自由党领袖约翰·休森的新闻秘书，开始进入政界。
1994年3月，阿博特在悉尼華令加的补选中当选为澳大利亚众议院议员。此后，历任人力資源、教育和青年事务部部长的政務次長，劳工服务部部长等职；2000年被提拔进入约翰·霍华德政府内閣，先后出任劳工关系部、卫生和老年事务部部长；还于2001－2007年间担任政府众议院领袖。阿博特曾公开表示霍华德是自己的“政治父亲”。
2007年，霍华德政府在大选中被工党击败后，阿博特成为反对党家庭、社区服务和原住民事务影子部长。
2009年11月，因与时任自由党领袖马尔科姆·特恩布尔在「是否与澳洲联邦政府就企业气体排放购买计划（ETS）达成协议」产生根本分歧，阿博特等7名自由党前排议员集体辞职，以抗議特恩布尔与联邦政府間之协议。並在辞去前排议员职位后表示，由于特恩布尔不改变其与政府达成协议的立场，他随即挑戰特恩布尔的领袖地位。早在1999年澳洲全民公决是否建立共和國時，兩人就意见不合；当时自由党允许党员自由选择投票，阿博特是坚定的“保皇派”，而腾博则是“共和派”的重要成员。
12月1日，在自由党内部的领袖权投票中，阿博特成功击败另两位候选人——特恩布尔和影子财政部长乔·霍基成为自由党领袖。选后，在新闻发布会上，阿博特表示他对选举结果感到受宠若惊，对于自己能当选自由党领袖感到自豪和振奋，不过他也对自由党未来所面临的挑战感到担忧。
2010年澳大利亚联邦大选，阿博特领导自由党和国家党联盟，挑战执政工党。选举结果显示联盟党成功夺回多个席位，并一举使执政工党失去国会多數，但在组阁时工黨最終获得綠黨及3名獨立議員的支持組建少數政府，自由党-国家党联盟繼續成為反對黨，而阿博特亦继续担任自由党领袖。

### 出任总理

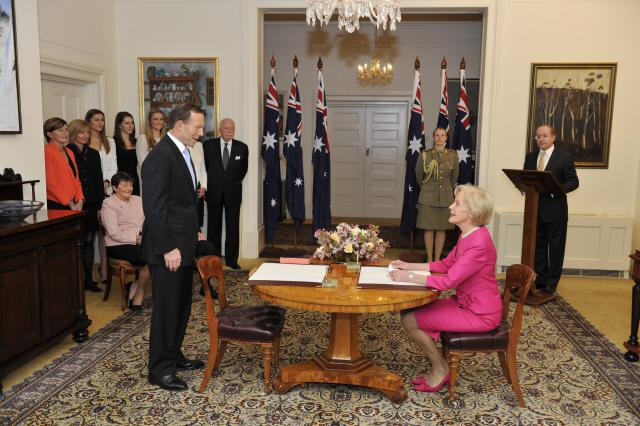
阿博特向總督宣誓就職總理（2013年9月18日）

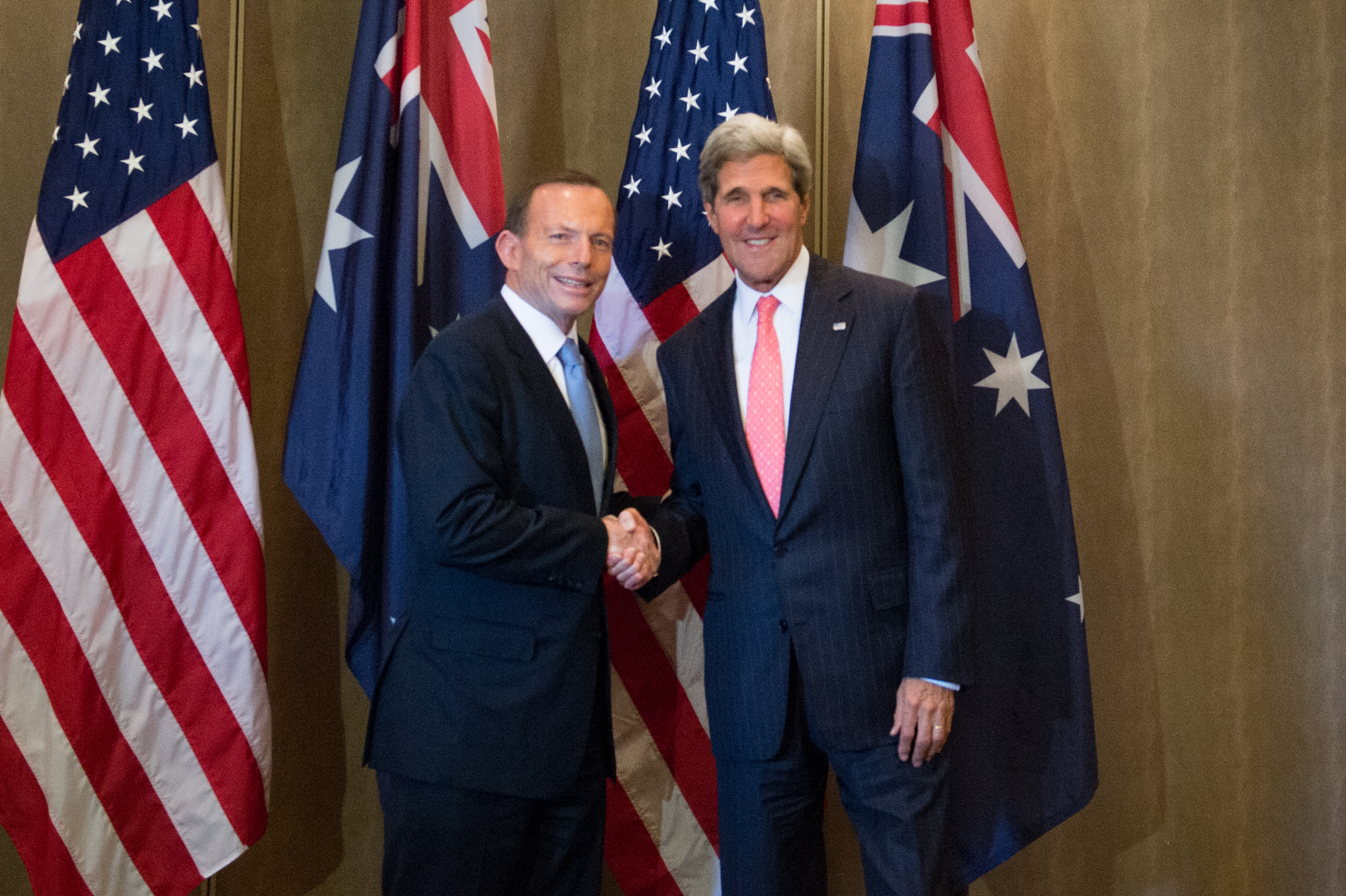
阿博特在巴厘岛与美国国务卿约翰·福布斯·克里会面（2013年10月8日）

2013年9月7日，阿博特在聯邦大選中攜手搭檔朱莉·畢曉普擊敗工黨總理陸克文，終結工黨近6年之執政。随即阿博特于9月18日获得总督任命为总理并宣誓就职，同日其领导的阿博特内阁也宣誓就职。阿博特政府在任期内给外界观感普遍不佳。譬如阿博特屡次在未征求内阁意见下决策，如恢复册封澳洲勋位的爵级勋位并授予王夫菲利普亲王“澳大利亚爵士”稱号，被认为表现其過時观念，引起广泛讽刺。同时，阿博特政府施政出现失误，澳大利亚在财政赤字、经济、贸易等方面都出现下滑，其紧缩政策特别使平民反感，投资者对澳大利亚经济前景失去信心，澳元汇率大跌但房价却高企，政府民意支持率不断下滑。在此严峻情势下，其副手畢曉普连同前党魁特恩布尔在2015年9月14日分别要求阿博特进行自由党议会党团领袖表决，阿博特同意应战。当晚在自由党联邦議會黨團表決中敗于前任党魁特恩布尔，卸任自由党领袖，次日卸任澳洲總理。

### 卸任要职后
离任党魁及总理后的阿博特继续作为议员在议会履职。2018年8月，阿博特獲同黨總理斯科特·莫里遜委任為原住民事務特使。不足一年後的2019年5月，他在新一届联邦大选中未能连任自己选区的国会议员。因此宣佈退出政壇。
在2019年－2020年澳洲叢林大火中，阿博特以志願消防員身份參加救災。2020年9月3日，阿博特受邀担任英國国际貿易局顾问。

## 观点
阿博特是虔诚的天主教徒，属于社会保守派，反对同性婚姻、胚胎干细胞研究和堕胎行为，不過他支持墮胎的權利。他是澳洲君主立宪制的堅定支持者，支持維持由英國君主兼任澳洲君主作為國家元首。
阿博特曾赞美日军士兵在二次世界大战中的英勇表现，被指忽视日本攻擊澳大利亚的事实，以及对日作战中牺牲的1.57万澳大利亚人。
阿博特虽然承認气候变暖的客观事实，而且认同人类活动是造成气候变暖的原因之一。但他认为當前最重要的议题是是「人类活动对于气候变暖的贡献究竟有多大？以及对此应该如何采取措施？」他表示工黨政府提出的气体排放购买计划前，须经过議會详细审查。2014年7月，在总理任上，參議院正式表決通過廢除征收碳稅的法案。

### 对于中国的出错
2014年11月17日，在20国集团领导人工作晚宴上，阿博特在致辞时把中国说成了塔斯马尼亚岛，不过他立即修正。此外，他还感谢中国领导人发表了一份“历史性的声明”，他称赞道“我之前从未听过一位中国领导人宣布，这个国家将在2050年之前彻底实现民主。”实际上习近平从未做过此种表态，只有当天早些时候，在对澳大利亚议会的演讲中，习近平称中国的目标是“到本世纪中叶建成富强、民主、文明、和谐的社会主义现代化国家。”纽约时报引用澳大利亚国立大学中华全球研究中心主任白杰明教授评论称，阿博特是对这句套话产生误会，这句话中的“民主”指的根本不是议会民主制度。白杰明表示：“它指的是社会主义民主，而不是两院制的民主。”并且他认为中国对民主定义是：“人民民主专政，也就是说，一党专政，由这个政党来领导中国其他的所有政党和机构。”同时，这也体现出阿博特对于已经成为澳大利亚主要贸易伙伴的中国非常缺乏了解。
卸任總理後，阿博特明顯改变了對華的認知和態度。在2021年訪問台灣時，他指出任內曾致力促進澳洲與北京關係，但「中共不但到處打壓人權、威嚇台灣」，而且「中國大使館祭出多項要求，企圖使澳洲成為中國的朝貢國，這是任何有自尊的國家都無法接受的事。」 

## 家庭
阿博特现居住于悉尼北部的福里斯特维尔（Forestville）区。他与妻子玛格丽特有三个女兒：路易斯、布里奇特和弗朗西斯。

## 荣誉

### 外国勋章奖章
- 旭日大绶章（日本，2022年4月29日公布[8]）